# Grande Prêmio da Itália de 1986
Resultados do Grande Prêmio da Itália de Fórmula 1 realizado em Monza em 7 de setembro de 1986. Décima terceira etapa do campeonato, foi vencido pelo brasileiro Nelson Piquet, que subiu ao pódio junto a Nigel Mansell, numa dobradinha da Williams-Honda, com Stefan Johansson em terceiro pela Ferrari.

## Classificação

### Treinos oficiais
| Pos.    | N.º | Piloto             | Construtor             | Q1        | Q2       | Diferença |
| ------- | --- | ------------------ | ---------------------- | --------- | -------- | --------- |
| 1       | 19  | Teo Fabi           | Benetton-BMW           | 1:26.019  | 1:24.078 | —         |
| 2       | 1   | Alain Prost        | McLaren-TAG/Porsche    | 1:26.885  | 1:24.514 | + 0.436   |
| 3       | 5   | Nigel Mansell      | Williams-Honda         | 1:26.181  | 1:24.882 | + 0.804   |
| 4       | 20  | Gerhard Berger     | Benetton-BMW           | 1:25.580  | 1:24.885 | + 0.807   |
| 5       | 12  | Ayrton Senna       | Lotus-Renault          | 1:25.363  | 1:24.916 | + 0.838   |
| 6       | 6   | Nelson Piquet      | Williams-Honda         | 1:26.614  | 1:25.137 | + 1.059   |
| 7       | 8   | Derek Warwick      | Brabham-BMW            | 7:12.970  | 1:25.175 | + 1.097   |
| 8       | 2   | Keke Rosberg       | McLaren-TAG/Porsche    | 1:26.742  | 1:25.378 | + 1.300   |
| 9       | 27  | Michele Alboreto   | Ferrari                | s/ tempo  | 1:25.549 | + 1.471   |
| 10      | 7   | Riccardo Patrese   | Brabham-BMW            | 1:27.438  | 1:26.111 | + 2.033   |
| 11      | 25  | René Arnoux        | Ligier-Renault         | 1:27.928  | 1:26.187 | + 2.109   |
| 12      | 28  | Stefan Johansson   | Ferrari                | 1:26.517  | 1:26.422 | + 2.344   |
| 13      | 18  | Thierry Boutsen    | Arrows-BMW             | 1:28.051  | 1:26.754 | + 2.676   |
| 14      | 26  | Philippe Alliot    | Ligier-Renault         | 1:27.287  | 1:27.269 | + 3.191   |
| 15      | 16  | Patrick Tambay     | Haas Lola-Ford         | 1:29.744  | 1:27.808 | + 3.730   |
| 16      | 17  | Christian Danner   | Arrows-BMW             | 1:30.397  | 1:27.923 | + 3.845   |
| 17      | 11  | Johnny Dumfries    | Lotus-Renault          | 1:28.857  | 1:28.024 | + 3.946   |
| 18      | 15  | Alan Jones         | Haas Lola-Ford         | 7:40.132  | 1:28.403 | + 3.965   |
| 19      | 24  | Alessandro Nannini | Minardi-Motori Moderni | 1:29.239  | 1:28.690 | + 4.612   |
| 20      | 3   | Martin Brundle     | Tyrrell-Renault        | 1:31.266  | 1:29.125 | + 5.047   |
| 21      | 23  | Andrea de Cesaris  | Minardi-Motori Moderni | 1:31.375  | 1:29.561 | + 5.483   |
| 22      | 14  | Jonathan Palmer    | Zakspeed               | 1:32.064  | 1:29.659 | + 5.581   |
| 23      | 4   | Philippe Streiff   | Tyrrell-Renault        | 1:30.199  | 1:30.976 | + 6.121   |
| 24      | 29  | Huub Rothengatter  | Zakspeed               | 1:32.726  | 1:30.904 | + 6.826   |
| 25      | 31  | Ivan Capelli       | AGS-Motori Moderni     | 58:12.143 | 1:33.844 | + 9.766   |
| 26      | 21  | Piercarlo Ghinzani | Osella-Alfa Romeo      | 1:36.128  | 1:36.334 | + 12.050  |
| 27      | 22  | Alex Caffi         | Osella-Alfa Romeo      | 1:36.900  | 1:38.493 | + 12.822  |
| Fontes: |     |                    |                        |           |          |           |

### Corrida
| Pos.    | Nº | Piloto             | Construtor             | Voltas | Tempo/Diferença  | Grid | Pontos     |
| ------- | -- | ------------------ | ---------------------- | ------ | ---------------- | ---- | ---------- |
| 1       | 6  | Nelson Piquet      | Williams-Honda         | 51     | 1:17.42.889      | 6    | 9          |
| 2       | 5  | Nigel Mansell      | Williams-Honda         | 51     | + 9.828          | 3    | 6          |
| 3       | 28 | Stefan Johansson   | Ferrari                | 51     | + 22.915         | 12   | 4          |
| 4       | 2  | Keke Rosberg       | McLaren-TAG/Porsche    | 51     | + 53.809         | 8    | 3          |
| 5       | 20 | Gerhard Berger     | Benetton-BMW           | 50     | + 1 volta        | 4    | 2          |
| 6       | 15 | Alan Jones         | Haas Lola-Ford         | 49     | + 2 voltas       | 18   | 1          |
| 7       | 18 | Thierry Boutsen    | Arrows-BMW             | 49     | + 2 voltas       | 13   |            |
| 8       | 17 | Christian Danner   | Arrows-BMW             | 49     | + 2 voltas       | 16   |            |
| 9       | 4  | Philippe Streiff   | Tyrrell-Renault        | 49     | + 2 voltas       | 23   |            |
| 10      | 3  | Martin Brundle     | Tyrrell-Renault        | 49     | + 2 voltas       | 20   |            |
| NC      | 22 | Alex Caffi         | Osella-Alfa Romeo      | 45     | Não classificado | 27   |            |
| Ret     | 19 | Teo Fabi           | Benetton-BMW           | 44     | Furo             | 1    |            |
| Ret     | 27 | Michele Alboreto   | Ferrari                | 33     | Motor            | 9    |            |
| Ret     | 23 | Andrea de Cesaris  | Minardi-Motori Moderni | 33     | Motor            | 21   |            |
| Ret     | 31 | Ivan Capelli       | AGS-Motori Moderni     | 31     | Furo             | 25   |            |
| Ret     | 25 | René Arnoux        | Ligier-Renault         | 30     | Câmbio           | 11   |            |
| Ret     | 14 | Jonathan Palmer    | Zakspeed               | 27     | Motor            | 22   |            |
| DSQ     | 1  | Alain Prost        | McLaren-TAG/Porsche    | 27     | Desclassificado  | 2    | [ nota 2 ] |
| Ret     | 26 | Philippe Alliot    | Ligier-Renault         | 22     | Motor            | 14   |            |
| Ret     | 11 | Johnny Dumfries    | Lotus-Renault          | 18     | Câmbio           | 17   |            |
| Ret     | 8  | Derek Warwick      | Brabham-BMW            | 16     | Rodada           | 7    |            |
| Ret     | 24 | Alessandro Nannini | Minardi-Motori Moderni | 15     | Pane elétrica    | 19   |            |
| Ret     | 21 | Piercarlo Ghinzani | Osella-Alfa Romeo      | 12     | Suspensão        | 26   |            |
| Ret     | 16 | Patrick Tambay     | Haas Lola-Ford         | 2      | Acidente         | 15   |            |
| Ret     | 7  | Riccardo Patrese   | Brabham-BMW            | 2      | Acidente         | 10   |            |
| Ret     | 29 | Huub Rothengatter  | Zakspeed               | 1      | Motor            | 24   |            |
| Ret     | 12 | Ayrton Senna       | Lotus-Renault          | 0      | Transmissão      | 5    |            |
| Fontes: |    |                    |                        |        |                  |      |            |

## Tabela do campeonato após a corrida
| Pos.    | Piloto        | Pontos |
| ------- | ------------- | ------ |
| 1       | Nigel Mansell | 61     |
| 2       | Nelson Piquet | 56     |
| 3       | Alain Prost   | 53     |
| 4       | Ayrton Senna  | 48     |
| 5       | Keke Rosberg  | 22     |
| Fontes: |               |        |

| Pos.    | Construtor          | Pontos |
| ------- | ------------------- | ------ |
| 1       | Williams-Honda      | 117    |
| 2       | McLaren-TAG/Porsche | 75     |
| 3       | Lotus-Renault       | 50     |
| 4       | Ferrari             | 30     |
| 5       | Ligier-Renault      | 28     |
| Fontes: |                     |        |

- Nota: Somente as primeiras cinco posições estão listadas. Entre 1981 e 1990 cada piloto podia computar onze resultados válidos por temporada não havendo descartes no mundial de construtores.